# Pachybrachis cordatus
Pachybrachis cordatus là một loài bọ cánh cứng trong họ Chrysomelidae. Loài này được Sassi & Schoeller miêu tả khoa học năm 2003.